# Berberis micropetala
Berberis micropetala är en berberisväxtart som beskrevs av Camillo Karl Schneider. Berberis micropetala ingår i släktet berberisar, och familjen berberisväxter. Inga underarter finns listade i Catalogue of Life.